# Vườn thực vật Zugdidi

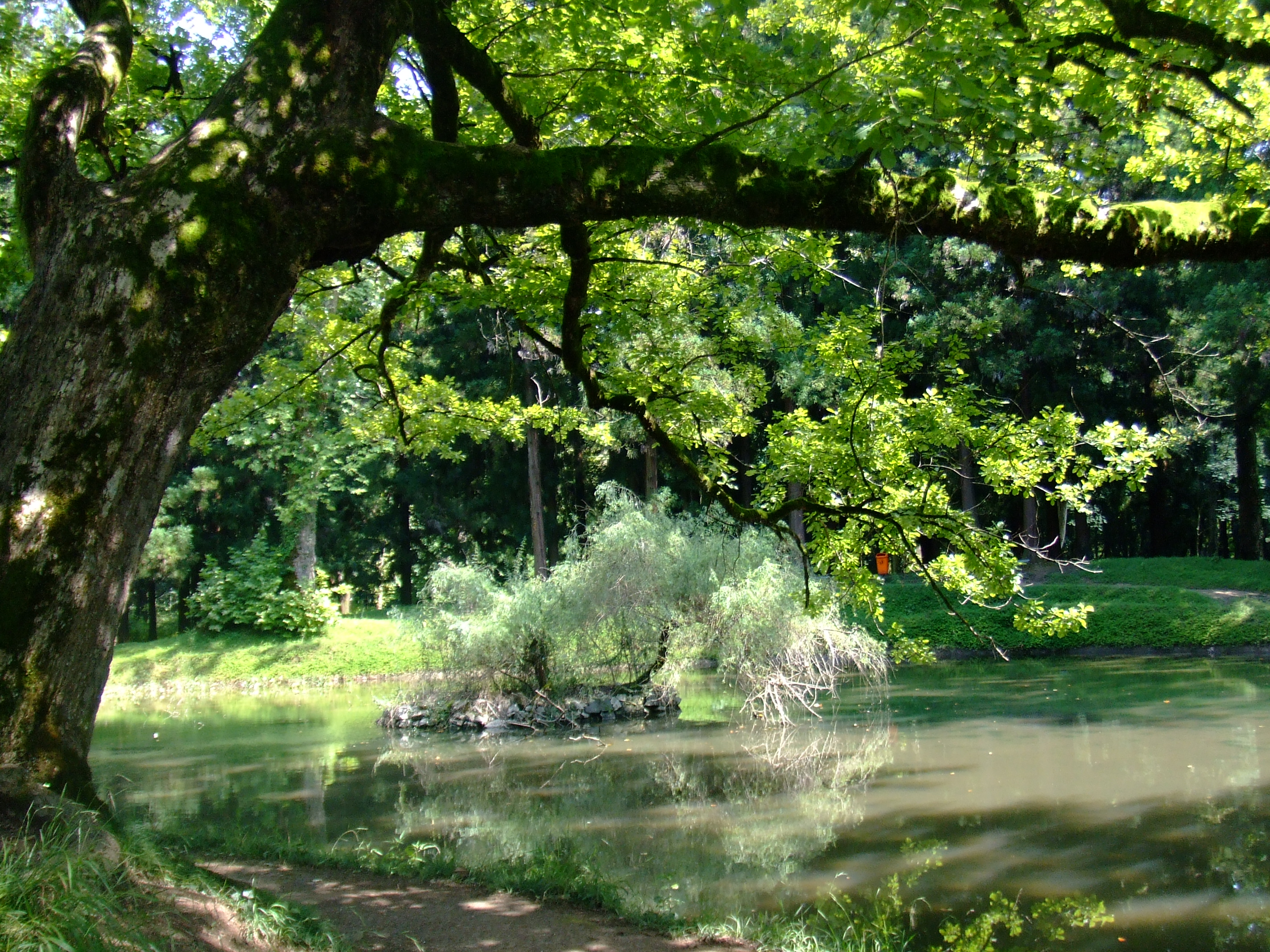
Vườn thực vật Zugdidi

Vườn thực vật Zugdidi (tiếng Gruzia: ზუგდიდის ბოტანიკური ბაღი), là chi nhánh ở Zugdidi của Vườn Bách thảo Trung ương do Viện Hàn lâm Khoa học Gruzia quản lý; được xây dựng vào cuối thế kỷ 19 bởi hoàng tử Samegrelo David Dadiani, gần nơi ở của ông. Khu vườn hiện có hơn 80 chi thực vật được giới thiệu từ Đông Nam Á, Ấn Độ, Nhật Bản, Địa Trung Hải và châu Mỹ.